# کوشتسه (استان اشوی‌داشکسیه)
کوشتسه (به لهستانی: Koszyce) یک منطقهٔ مسکونی در لهستان است که در گمینا وویچیخوویتسه واقع شده‌است. کوشتسه ۱۰۹ نفر جمعیت دارد.